# Лаврентьєв Степан Олександрович
Степа́н Олекса́ндрович Лавре́нтьєв (нар. 1881 — пом. 14 грудня 1919, Київ, УСРР) — інженер-технолог, київський громадський діяч.

## Біографія
Народився в купецькій родині Олександра Йосиповича Лаврентьєва та Параскеви Іллівни Корибут-Дашкевич. Батько був орендарем поміщицької землі.
Після закінчення гімназії навчався в одному з технічних інститутів Санкт-Петербурга. Входив до Української студентської громади. Отримавши вищу освіту, за сумлінність і ощадливість батько нагородив його поїздкою до Чикаго на Всесвітню виставку 1904 р.

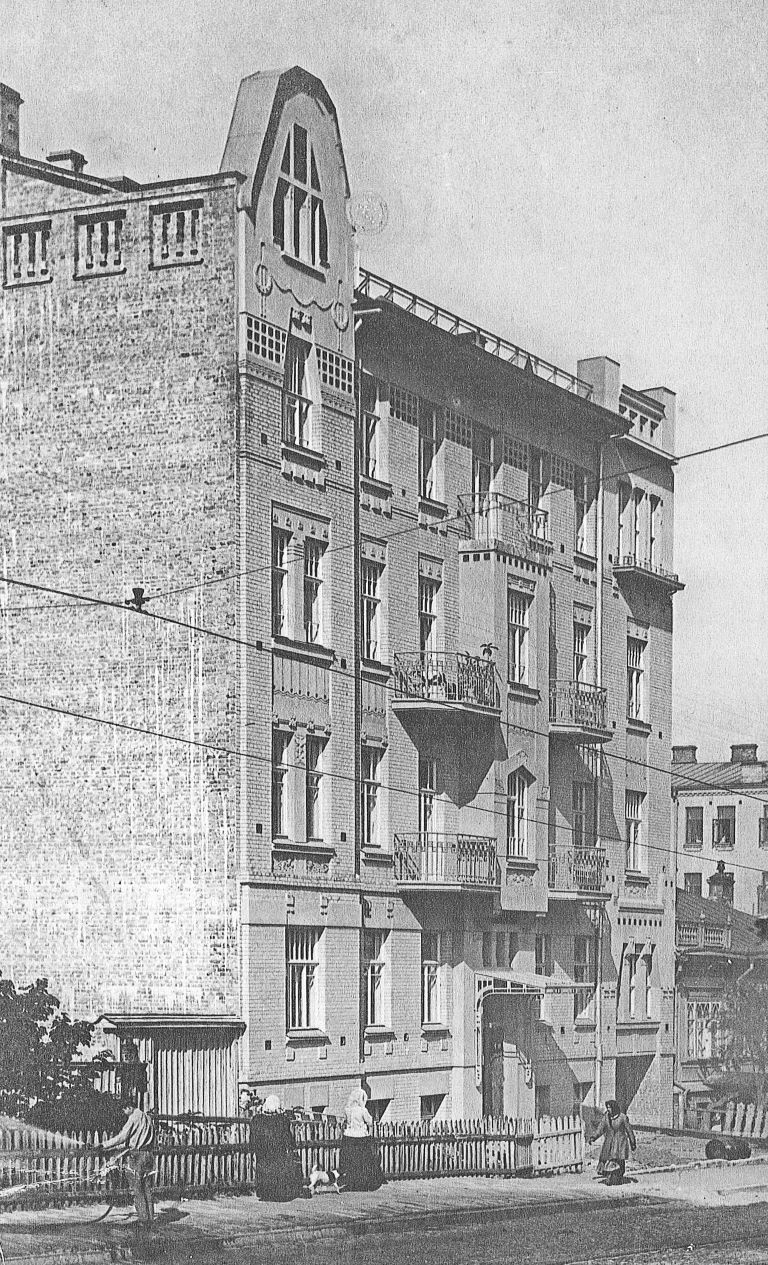
Прибутковий будинок Лаврентьєва. 1910-ті.

Після повернення завідував відділом банку, а також працював урядником в міський управі.
Отримавши іпотечний кредит, на його замовлення в 1910 р. був зведений один з перших будинків у Києві у стилі українського модерну по вул. Маріїнсько-Благовіщенській. Першопочатково архітектором будівлі мав бути давній знайомий Степана Олександровича — Сергій Тимошенко, але той мусив поїхати в Харків. Тому проект доробив і втілив архітектор Микола Шехонін, при цьому на побажання замовника спростивши фасад. В будинку пізніше проживала Леся Українка з матір’ю Оленою Пчілкою, на честь чого нині на будинку встановлена меморіальна таблиця. Також деякий час там жив Микола Лисенко і його син Остап, з якими Степан Лаврентьєв підтримував дружні стосунки.
Був одним із засновників Українського дому «Родина», і фребелівських курсів при ньому. Його дружина Євгенія Олександрівна стала засновницею першого в місті українського дитячого садочка. В 1913 р. був запрошений у склад комітету з приводу вирішення питань зведення пам'ятника Т.Г. Шевченку.
Після приходу до влади більшовиків його будинок був націоналізований. Родину Лаврентьєва спочатку ущільнили, а після залишили їм всього одну кімнату.
Помер 14 грудня 1919 р. в Києві від запалення нирок.

## Родина
У 1908 р. у нього народився син Олександр, хрещеним батьком якого став Василь Кричевський.
Мав чотирьох сестер, всі з яких закінчили Інститут шляхетних панянок:
- Марія — найстарша з сестер. Вийшла заміж за попечителя навчальних закладів Міністерства освіти Валеріана Костенецького. Її донька Наталя вийшла заміж за оперного співака В'ячеслава Мерзлякова, з яким мала сина Ігоря.
- Софія — вийшла заміж за сина сільського священника, потомственного почесного громадянина Віктора Яковича Топачевського. Її сином був академік Олександр Топачевський, в якого від шлюбу з Марією Макаревич було двоє дітей — Андрій та Вадим.[4]
- Ольга — вийшла заміж за підполковника Олексія Гарбара.
- Євдокія — вийшла заміж за адвоката, члена міської управи Семена Дубинського.